# Indovinello logico
Un indovinello logico è un gioco di logica posto nella forma di una domanda alla quale si possa rispondere solo per via di intuizione o di ragionamento (non quindi in virtù della conoscenza di nozioni specifiche). Come per tutti i giochi di logica, un indovinello logico dovrebbe avere una base matematica o logica, sebbene siano anche molto diffusi gli indovinelli apparentemente logici e che, una volta risolti, rivelano una natura più o meno umoristica; per esempio per il fatto di essere basati su giochi di parole o perché la difficoltà di soluzione è principalmente dovuta al modo deviante in cui è posta la domanda (tranello). Gli indovinelli logici basati su giochi di parole o tranelli nella formulazione della domanda sono, per certi versi, quelli che presentano maggiori analogie con il concetto tradizionale di indovinello dell'enigmistica.
Uno schema piuttosto tipico di molti indovinelli logici consiste nel presentare una situazione paradossale, e nel chiedere all'aspirante risolutore del gioco di mostrare come sia possibile la situazione descritta. Gli indovinelli logici paradossali sono fra quelli più interessanti per i logici (se non addirittura per i filosofi), in quanto illustrano i possibili modi in cui un ragionamento apparentemente esatto può nascondere un errore. In un certo senso, quasi tutti gli indovinelli logici classici sono implicitamente "paradossali", nel senso che il motivo per cui risultano interessanti è che il giocatore ha inizialmente l'impressione di non disporre di dati sufficienti per risolvere il problema, o che il problema sia insolubile. Anche in questi casi, dunque, risolvere il problema significherà comprendere e isolare un proprio precedente errore di ragionamento.
Una suddivisione fondamentale degli indovinelli di logica suddivide quelli a "informazione iniziale completa" da quelli di tipo "aristotelico". Nella prima categoria di giochi, la domanda viene posta immediatamente in forma completa, fornendo al giocatore tutti gli elementi significativi per individuare (e riconoscere) la risposta. La seconda categoria invece è costituita da quei giochi (spesso basati su paradossi) in cui dopo aver ascoltato la descrizione iniziale del problema, fornita in modo volutamente parziale, il giocatore può cercare di ottenere ulteriori informazioni facendo domande, solitamente con il vincolo che si tratti di domande con risposta sì/no.

## Esempi

### Indovinelli logico-matematici

#### I due guardiani
Un uomo giunge di fronte a due porte, ciascuna sorvegliata da un guardiano. Una delle porte conduce alla salvezza, l'altra a morte certa. Dei due guardiani, si sa che uno risponde sempre in modo veritiero alle domande che gli vengono rivolte, e che l'altro mente sempre; ma non si sa quale sia il guardiano sincero e quale il mentitore. All'uomo viene concesso di fare una sola domanda, a uno solo dei guardiani. Come può l'uomo individuare la porta che conduce alla salvezza?

#### I 9 sacchi di sabbia
Hai di fronte 9 sacchetti pieni di sabbia. Sai che 8 hanno il medesimo peso, 1 pesa poco di più, ma così poco che ti è impossibile percepire a mano quale sia. Con una bilancia a piatti, e la possibilità di fare solo due pesate, come peserai i tuoi sacchetti per essere certo di trovare quello più pesante degli altri?
La soluzione va trovata considerando che ciascuna pesata confronta due insiemi fissati di sacchi (non si possono aggiungere o togliere sacchi durante la pesata), e che non è ammesso aprire i sacchi o modificarne comunque il contenuto (per esempio attraverso improbabili travasi).

### Indovinelli paradossali

#### I due treni
Un uomo ha due fidanzate, una nel Bronx e una a Brooklyn. Tutti i giorni va a trovarne una. Non sapendo però quale scegliere, va alla stazione del metrò e prende il primo treno diretto a una qualsiasi delle due destinazioni. Sapendo che:

- passa (e ferma alla stazione) un treno diretto al Bronx ogni ora;
- passa (e ferma alla stazione) un treno diretto a Brooklyn ogni ora;
- la fermata dei treni in stazione è di uguale durata;
- Bronx e Brooklyn, rispetto alla stazione, sono in direzioni opposte (nessun treno fa entrambe le fermate);
- l'uomo entra in stazione quando gli capita, senza nessuna particolare regolarità;
- i treni passano dalla stessa banchina (l'uomo prende effettivamente il primo dei due che passa dalla stazione)

si spieghi come mai l'uomo va dalla sua fidanzata di Brooklyn più del 90% dei giorni.

#### Il viaggiatore
Un uomo si trova nel punto "X". Percorre dieci chilometri a sud, dieci chilometri a est, e dieci chilometri a nord, e si ritrova nel punto "X". Come è possibile?

### Indovinelli aristotelici
La situazione: Giulietta e Romeo sono morti sul pavimento. Per terra c'è dell'acqua e dei vetri rotti. La finestra è aperta. Spiegare come sono morti i due.
Trattandosi di un indovinello aristotelico, la soluzione deve essere trovata attraverso domande successive che consentano di chiarire meglio la situazione (vedi soluzione).

### Tranelli

#### Conta delle pecore
Un allevatore ha 40 pecore. Il lunedì, un incendio ne uccide la metà. Il martedì, un quinto delle pecore riesce a scappare. Il mercoledì l'allevatore compra dieci nuovi capi. Quante mucche possiede alla fine?

## Soluzioni

### I due guardiani
Una soluzione consiste nel chiedere a uno qualsiasi dei guardiani cosa ci risponderebbe l'altro se gli chiedessimo di indicarci la porta che conduce alla salvezza, per poi scegliere la porta opposta a quella indicata. La soluzione combina, quindi congiunge le due "funzioni" applicate dai guardiani alla risposta prima di formularla. Se indichiamo con f1 la funzione applicata dal guardiano onesto e con x la risposta che risponde a verità, possiamo scrivere che 

f1(x)=x

 ovvero il guardiano onesto riporta esattamente la risposta corretta. Viceversa, il secondo guardiano applica una funzione 

f2(x)= -x

 dove usiamo il simbolo - per rappresentare la negazione. La domanda che poniamo al guardiano implica la composizione delle due funzioni, ovvero la risposta sarà 

f1(f2(x)) = f1(-x) = -x

 se la rivolgiamo al guardiano onesto oppure 

f2(f1(x)) = f2(x) = -x

 se la rivolgiamo a quello disonesto. La risposta quindi sarà in entrambi i casi -x, cioè la negazione della risposta corretta. 
Una variante dello stesso concetto consiste nel chiedere a uno dei guardiani quale porta indicherebbe se gli chiedessimo qual è la porta giusta. In questo caso le due possibili situazioni sono 

f1(f1(x)) = f1(x) = x

 per il guardiano onesto e 

f2(f2(x)) = f2(-x) = x

 per quello disonesto; in altre parole, la risposta che otterremo sarà in entrambi i casi quella corretta: se colui a cui chiedessimo quale porta ci indicherebbe fosse l'onesto ovviamente ci direbbe la verità, mentre il disonesto, mentendo, ci indicherebbe anch'egli la porta corretta, perché in caso di domanda diretta (qual è?) ci avrebbe indicato quella errata.

### I 9 sacchi di sabbia
Il metodo è quello di sistemare per la prima pesata 3 sacchi di sabbia, naturalmente presi a caso, su ogni piatto. Se la bilancia resta in equilibrio ci concentreremo sui tre rimasti, se invece uno dei due piatti risulta essere più pesante ci concentreremo sui 3 sacchi di quel piatto.
Restandone dunque solo tre, il gioco è semplice, ne sistemiamo uno per piatto. La pesata ci dirà se uno dei due è più pesante, ma nel caso in cui i piatti fossero in equilibrio, per esclusione lo sarebbe quello restante.

### I due treni
I due treni passano una volta ogni ora, ma il treno per il Bronx passa pochi minuti dopo quello per Brooklyn (precisamente 6 minuti dopo). Per esempio, il treno per Brooklyn può passare alle 16:30 e quello per il Bronx alle 16:36, e così via per le altre ore. Se l'uomo arriva in quei sei minuti (col 10% di probabilità in un'ora), andrà verso il Bronx. Se invece arriva durante gli altri 54 minuti (col 90% di probabilità), aspetterà il treno per Brooklyn.

### Il viaggiatore
La soluzione più semplice è che il luogo A sia il polo nord. In questo modo, all'inizio si trova al polo, poi si sposta di dieci chilometri a sud, si muove lungo un parallelo verso est (ma restando alla stessa distanza dal polo) e successivamente ritorna a nord nel punto da cui era partito.
Esistono poi altre infinite soluzioni, se A si trova dieci chilometri a nord di un parallelo di circonferenza 10/n chilometri, con n numero intero positivo. In questo caso infatti l'uomo prima si sposta a sud sul suddetto parallelo, arrivando in un punto B di questo; successivamente si sposta di 10 chilometri ad est percorrendo un numero intero di volte il parallelo e ritornando quindi in B; infine si muove di 10 chilometri verso nord ritornando in A.
Queste soluzioni però si possono verificare solo in prossimità del polo sud (o del polo nord); la distanza dal polo di un parallelo lungo 10 km (il più lungo e quindi più distante tra quelli proposti) è infatti di molto inferiore ai 10 km: se quindi il polo in questione fosse quello nord il viaggiatore non potrebbe percorrere 10 km verso sud prima di incontrare il parallelo.
L'indovinello può essere generalizzato: il punto sul quale esso si basa è il fatto che spostamenti di un punto materiale descritti nello stesso modo portano a risultati diversi se effettuati in spazi diversi. Ad esempio, in uno spazio euclideo a due o più dimensioni, intendendo gli spostamenti verso nord e verso sud come movimenti lungo un asse (movimenti in verso opposto l'uno rispetto all'altro) e lo spostamento verso est lungo un altro asse, si ottiene che effettivamente il viaggiatore, alla fine del suo percorso, non si trova nel punto dal quale è partito. Di contro, esistono infiniti spazi non euclidei nei quali il percorso del viaggiatore si chiude scegliendo opportunamente il punto di origine del tragitto (ed infiniti nei quali non si chiude mai); un esempio è la superficie terrestre.

### Indovinello aristotelico
La chiave dell'indovinello sta nel fatto che, nonostante il senso comune induca a pensare che Giulietta e Romeo siano degli esseri umani (i personaggi shakespeariani), si tratta di pesci. I due si trovavano nella loro boccia di vetro, vicino ad una finestra, quando una folata di vento ha fatto spalancare questa di colpo, urtando la boccia con forza sufficiente a farla cadere per terra, rompendola (ecco spiegati i cocci di vetro e l'acqua sul pavimento) e facendo morire i pesci per la mancanza d'acqua.

### Tranello
Chi ha mai parlato di mucche?
La soluzione formale è:
1. Lo stesso numero di mucche, non specificato, che aveva prima delle vicende delle pecore, più un numero compreso tra 0 e 10, a seconda della specie dei capi acquistati.

Questo se non sono successi altri eventi (scomparse, fughe, regali) riguardanti le mucche.